# Aleksandria Niedziałowska
Aleksandria Niedziałowska (prononciation : [alɛkˈsandrja ɲɛd͡ʑaˈwɔfska]) est un village polonais de la gmina de Rejowiec dans le powiat de Chełm de la voïvodie de Lublin dans l'est de la Pologne, à la frontière avec l'Ukraine.
Le village comptait approximativement une population de 60 habitants en 2005.

## Histoire
De 1975 à 1998, le village est attaché administrativement à la voïvodie de Chełm.

Depuis 1999, il fait partie de la voïvodie de Lublin.